# .local
.local — псевдодомен верхнего уровня. Используется в локальной сети для идентификации хостов в протоколах мультикаст DNS (mDNS) технологии zeroconf.
mDNS используется в Bonjour (macOS) и Avahi (Linux и BSD). При невозможности определить доменное имя, компьютер идентифицирует себя как hostname.local.
Несмотря на то что этот домен некорректен в Интернете, большое количество запросов к публичным DNS-серверам занимают запросы с этим доменом. В июне 2009 года корневой сервер L получал более 400 таких запросов в секунду, занимая 4-е место в рейтинге DNS трафика всех доменов верхнего уровня после .com, .arpa, и .net.